# Saprosma scabridum
Saprosma scabridum är en måreväxtart som först beskrevs av George Henry Kendrick Thwaites, och fick sitt nu gällande namn av Richard Henry Beddome. Saprosma scabridum ingår i släktet Saprosma och familjen måreväxter. IUCN kategoriserar arten globalt som starkt hotad.
Artens utbredningsområde är Sri Lanka. Inga underarter finns listade i Catalogue of Life.